# Биста Радивоја Симоновића у Сомбору
Биста Радивоја Симоновића постављена 1996. године налази се у Сомбору поред главног улаза у Хирушки блок опште болнице.

## Положај и изглед
Поред главног улаза у Хирушки блок опште болнице у Сомбору, налази се спомен-биста подигнута српском лекару Радивоју Симоновићу. 
Спомен-биста је свечано откривена 16. августа 1996. године. О лику и делу суграђанина говорили су тадашњи: директор Здравственог центра Др Радивој Симоновић др Душан Поповић и професор др Стојан Бербер, потпреседник Извршног већа Војводине. Бисту је том приликом открио Благоје Свркота, председник Извршног одбора СО Сомбор.
Бронзана спомен-биста је дело вајара Душана Божовића из Сомбора.
На стубном постаменту са предње стране, уклесано је:

Др Радивој Симоновић (1858-1950)

лекар, планинар, етнограф и публициста

На стубном постаменту са задње стране, уклесано је:

Душан Божовић

## Радивој Симоновић и Сомбор
Радивој Симоновић (17. август 1858 - 21. јул 1950) био је српски лекар, фотограф, планинар и публициста. Највећи део свог живота и радног века, пуне 54 године, од 1896. до 1950, провео је у Сомбору, где је био познати и признати здравствени просветитељ и лекар.